# Vir (Makedonszki Brod)
Vir (macedónul: Вир) település Észak-Macedóniában, a Délnyugati körzet Makedonszki Brod-i járásában.

## Népesség
| Lakosok száma | 265  | 296  | 245  | 171  | 76   | 51   | 31   | 18   | 7    |
|               | 1948 | 1953 | 1961 | 1971 | 1981 | 1991 | 1994 | 2002 | 2021 |

2002-ben 18 lakosa volt, akik mindannyian macedónok.